# Centro de Ciências da Saúde da UFSM
O Centro de Ciências da Saúde (CCS) é uma das unidades de ensino da Universidade Federal de Santa Maria (UFSM). A sua sede administrativa está localizada no Prédio 26 de seu Campus Universitário "José Mariano da Rocha Filho" em Santa Maria, no estado brasileiro do Rio Grande do Sul.
O Centro de Ciências da Saúde iniciou sua história com os cursos de Farmácia e Medicina, que funcionam, respectivamente, desde 1931 e 1954, antes mesmo da fundação da Universidade, em 14 de dezembro de 1960. O Centro, por sua vez, foi criado somente em 1970, com a implantação dos cursos de Fonoaudiologia e Odontologia. A sua denominação era então Centro de Ciências Biomédicas, a qual se prolongou até 1978, quando da criação dos cursos de Fisioterapia e Enfermagem e de sua mudança para o nome atual.

## Cursos oferecidos

### Graduação
- Enfermagem
- Farmácia
- Fisioterapia
- Fonoaudiologia
- Medicina
- Odontologia
- Terapia Ocupacional

### Pós-graduação
- Mestrado em Ciências Farmacêuticas
- Programa de Pós-Graduação em Ciências Odontológicas
- Programa de Pós-Graduação em Distúrbios da Comunicação
- Programa de Pós-Graduação em Enfermagem
- Programa de Pós-Graduação em Farmacologia
- Residência Médica